# East Greenwich (Rhode Island)
East Greenwich – miejscowość oraz siedziba hrabstwa Kent, w stanie Rhode Island w USA.